# Управлінський облік
Управлі́нський о́блік — це процес виявлення, вимірювання, накопичення, аналізу, підготовки, інтерпретації та передачі інформації, що використовується управлінською ланкою для планування, оцінки і контролю всередині організації та для забезпечення відповідного підзвітного використання ресурсів.
Система управлінського обліку призначена для рішення внутрішніх задач керування підприємством і є його ноу-хау. Для керування підприємством необхідна детальна інформація, що враховує технологію й організацію саме цього підприємства. Тому інформація управлінського обліку формується і надається з урахуванням потреб керівників конкретного підприємства. Кінцевою метою управлінського обліку є допомога керівництву в досягненні стратегічної мети підприємства.
Управлінський облік суттєво відрізняється від традиційного бухгалтерського обліку, зорієнтованого на складання фінансової звітності. На відміну від фінансового обліку, що ведеться з дотриманням визначених офіційних регламентів (інструкцій, стандартів і т. д.) встановлених державними органами або професійними організаціями, управлінський облік не обмежений у виборі методів і правил. Його форми і методи розробляються самим підприємством з урахуванням різних параметрів, приймаючи до уваги при підготовці варіантів управлінських рішень не тільки регламентні кількісні, але і якісні показники.
Інформація, що надається управлінським обліком, орієнтована на задоволення потреб як стратегічного, так і поточного керування, оптимізацію використання ресурсів, забезпечення об'єктивної оцінки діяльності підрозділів і окремих менеджерів. Отже, управлінський облік є складником процесу управління та надає інформацію, важливу для:
- визначення стратегії та планування майбутньої діяльності організації;
- контролювання її поточної діяльності;
- оптимізації використання ресурсів;
- оцінки ефективності діяльності;
- зниження рівня суб'єктивності в процесі ухвалення рішень.

Управлінський облік призначений для розв'язання таких основних задач:
- забезпечення керівництва підприємства інформацією про те, якими будуть консолідовані результати бізнесу (включаючи підпорядкованих юридичних осіб і структурних підрозділів);
- відображення результатів роботи окремих напрямків (ними можуть бути види діяльності, групи товарів або інші елементи залежно від специфіки бізнесу) незалежно від того, як ці напрямки розподілені між юридичними особами, що входять у бізнес;
- відображення результатів роботи структурних підрозділів, якими можуть бути відділи, цехи, юридичні особи;
- здійснення контролю за витратами шляхом їх обліку по видах і центрах витрат;
- нагромадження статистики про доходи і витрати підприємства у визначеному розрізі і виявлення загальних тенденцій;
- здійснення планування і контролю виконання бюджету як окремими центрами витрат, так і бізнесом у цілому, включаючи сукупність юридичних осіб;
- ведення оперативного обліку розрахунків з окремими контрагентами, взаєморозрахунків між власними юридичними особами.